# Alsómoécs
Alsómoécs (románul: Moieciu de Jos) falu Romániában, Erdélyben, Brassó megyében.

## Fekvése
A Királykő-hegységtől keletre, a Bucsecstől nyugatra, a Törcsvári-szorosban fekszik. Zernesttől közúton 12, légvonalban 6,7 km-re délre, Törcsvártól 2,5 km-re délnyugatra található. Áthalad rajta a DN73-as főút.

## Története
1657-ban Also Moets és Also mojéts, 1850-ben Mots din zsosz és Unter Mots, 1854-ben Mociu de Jos alakban írták.
Törcsvár vidéki román pásztortelepülés volt. A vidékkel együtt előbb Brassó örökös birtoka, majd 1863-ban Fogaras vidékéhez, 1876-ban Fogaras vármegyéhez, végül 1925-ben Brassó megyéhez csatolták. 1713-ban huszonöt családfővel írták össze, 1761-ben 157 jobbágy és 65 zsellércsalád lakta. 1770-ben a mai Alsómoécsot 83, a felszeget, a mai Cheiát 38 ház alkotta. A 19. század végén lakói 2915 juhot tartottak. A 20. század elején gőzmalma üzemelt. 1956-ban kivált belőle Cheia és Drumul Carului.

## Népessége
- 1910-ben 1844 lakosából 1819 fő román, 14 magyar volt. A népességből 1818 fő román ortodox volt.
- A 2002-es népszámláláskor 2082 lakosa közül 2081 fő volt román és 1 magyar, 2075 ortodox. Cheián 482 ortodox vallású román élt.

## Gazdasága
Lakóinak hagyományos foglalkozása a szarvasmarha- és juhtenyésztés, ma pedig a vendéglátás és a turizmus játszik fontos szerepet.

## Látnivalók
- A Szent Miklós ortodox templom (1758–61).
- A cheiai Istenanya elszenderülése ortodox templom (1818).

## Híres emberek
- Itt született 1821-ben Ioan Alduleanu kúriai bíró.
- Itt született 1902-ben Ion Colan történész.
- Itt született 1930-ban Victor Giurgiu erdőmérnök.